# Sweatshop

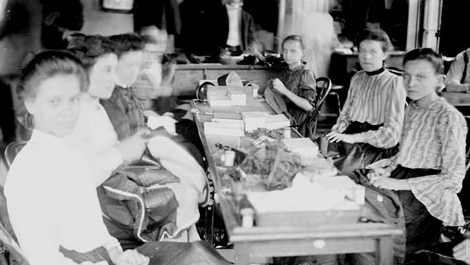
Chicago 1903

Sweatshop is een laatdunkende term om een soort van productie-instellingen te omschrijven waar er sprake is van slavernij, of het er sterk de schijn van heeft. In de praktijk gaat het vaak om hokken en schuren waarin tegen weinig kosten met name kleding gemaakt wordt. De arbeidsomstandigheden zijn in sweatshops vaak erbarmelijk en de arbeiders verdienen tot ver onder het minimumloon. Sweatshops komen veel voor in ontwikkelingslanden en opkomende economieën, zoals China, Mexico, Oost-Europa, India en Pakistan, maar ook in bijvoorbeeld Groot-Brittannië en Nederland zijn bedrijven met onderbetaalde en illegale werknemers te vinden.
Van grote bedrijven zoals Nike, Disney en Studio 100 is herhaaldelijk publiekelijk aangetoond dat ze gebruikmaken van sweatshops.
Voorstanders van sweatshops betogen dat de arbeiders en de landen waarin zij wonen vaak beter af zijn in en met de productiehuizen dan dat ze anders zouden zijn. Een argument daarbij is dat het werkvolk niet vrijwillig - hoewel dat niet altijd het geval is - in sweatshops zou gaan werken als zij er daardoor niet op vooruit zou gaan. Een ander argument is dat het systeem een stap zou zijn in het ontwikkelingsproces van een land.